# Burgstall Massenhausen
Der Burgstall Massenhausen bezeichnet eine abgegangene mittelalterliche Turmhügelburg (Motte) westlich der Pfarrkirche Mariä Heimsuchung in Massenhausen, einem Ortsteil der Gemeinde Neufahrn bei Freising im Landkreis Freising in Bayern.

## Geschichte

Schloss Massenhausen nach einem Stich von Michael Wening (um 1726)

Vermutlich wurde die 1130 erwähnte Burg von den Herren von Massenhausen, deren Adelsgeschlecht im Laufe des 13. Jahrhunderts zum vornehmsten bayrischen Turnieradel aufstieg, erbaut. Arnold IV., aufgrund seiner entstellten Gesichtszüge „der Nasenlose“ genannt, übernahm um 1300 die Herrschaft, die als Hofmark Schloss Täsingen (Dasing) und Liegenschaften in zahlreichen umgebenden Orten umfasste. Er war Marschall in Ober- und Niederbayern sowie Vertrauter des Kaisers Ludwig des Bayern.  Arnold IV. folgte sein Sohn Wilhelm, der kinderlos starb.
1408 wird Hans Frauenberger zu Haag als Erbe genannt, ab 1499 ist das Hochstift Freising Grundherr. Im Zuge des Dreißigjährigen Krieges (1618–48) wurde die Burg zerstört. Mit der Säkularisation in Bayern endete 1803 die Grundherrschaft des Hochstifts Freising. Die Hofmark Massenhausen mit Niederer Gerichtsbarkeit wurde Besitz des Kurfürstentums Bayern und dem Landgericht Kranzberg zugeordnet.

## Beschreibung
Die Reste des Schlosses wurden 1804 abgebrochen. Von der noch erkennbaren Mottenanlage sind noch Gräben erhalten. Die Anlage wird als Bodendenkmal unter der Aktennummer D-1-7635-0059 im Bayernatlas als „Burgstall des Mittelalters und der frühen Neuzeit ("Schloss Massenhausen")“ geführt. 